# Slamning
En slamning, eller uppslamning, kallas en vätska som innehåller fasta partiklar som temporärt hålls svävande i vätskan. En definierade egenskap hos slamningar är därmed att de, till skillnad från suspensioner, är instabila och separerar efter en viss tid. Ett exempel på en slamning är en blandning av vatten och lera eftersom partiklarna så småningom sedimenterar.